# Osiek Łużycki (gromada)
Osiek Łużycki – dawna gromada, czyli najmniejsza jednostka podziału terytorialnego Polskiej Rzeczypospolitej Ludowej w latach 1954–1972.
Gromady, z gromadzkimi radami narodowymi (GRN) jako organami władzy najniższego stopnia na wsi, funkcjonowały od reformy reorganizującej administrację wiejską przeprowadzonej jesienią 1954 do momentu ich zniesienia z dniem 1 stycznia 1973, tym samym wypierając organizację gminną w latach 1954–1972.
Gromadę Osiek Łużycki z siedzibą GRN w Osieku Łużyckim utworzono – jako jedną z 8759 gromad na obszarze Polski – w powiecie zgorzeleckim w woj. wrocławskim, na mocy uchwały nr 34/54 WRN we Wrocławiu z dnia 2 października 1954. W skład jednostki weszły obszary dotychczasowych gromad Osiek Łużycki, Tylice, Kunów, Koźlice, Koźmin i Łomnica ze zniesionej gminy Jerzmanki w powiecie zgorzeleckim oraz kolonia Granice z dotychczasowej gromady Mała Wieś Dolna ze zniesionej gminy Sulików w powiecie lubańskim w tymże województwie. Dla gromady ustalono 12 członków gromadzkiej rady narodowej.
1 stycznia 1960 gromadę zniesiono, a jej główny obszar (wsie Osiek Łużycki, Koźlice, Koźmin i Łomnica oraz kolonia Granice) włączono do nowo utworzonej gromady Radomierzyce, natomiast wsie Kunów i Tylice włączono do gromady Łagów – w tymże powiecie.